# Забейновская
Забейновская — деревня в Шенкурском районе Архангельской области. Входит в состав муниципального образования «Ровдинское».

## География
Деревня расположена в южной части Архангельской области, в таёжной зоне, в пределах северной части Русской равнины, в 49 километрах на юг от города Шенкурска, на левом берегу реки Пуя, притока Ваги. Ближайшие населённые пункты: на юге деревня Константиновская, на севере деревня Барановская. В 1 километре от деревни пролегает автомобильная дорога федерального значения М8 «Холмогоры».
Часовой пояс
Забейновская, как и вся Архангельская область, находится в часовой зоне МСК (московское время). Смещение применяемого времени относительно UTC составляет +3:00.

## Население
| 2002 | 2010 | 2012 |
| ---- | ---- | ---- |
| 19   | ↘12  | ↘4   |

## История
В «Списке населенных мест Архангельской губернии к 1905 году» деревня Забейновская насчитывает 30 дворов, 108 мужчин и 105 женщин.  В административном отношении деревня входила в состав Устьпуйского сельского общества Ровдинской волости.
На 1 мая 1922 года в поселении 42 двора, 82 мужчины и 107 женщин.